# Nystalea forfex
Nystalea forfex är en fjärilsart som beskrevs av Paul Dognin 1908. Nystalea forfex ingår i släktet Nystalea och familjen tandspinnare. Inga underarter finns listade i Catalogue of Life.